# Olemic Thommessen
Olaf Michael (Olemic) Thommessen (ur. 18 kwietnia 1956 w Lillehammer) – norweski polityk i prawnik, działacz partii Høyre, parlamentarzysta i od 2013 do 2018 przewodniczący Stortingu.

## Życiorys
Po ukończeniu szkoły średniej studiował filozofię i prawo na Uniwersytecie w Oslo, po czym od 1983 praktykował jako adwokat. W pierwszej połowie lat 90. pracował w komitecie do spraw organizacji Zimowych Igrzysk Olimpijskich 1994. W latach 1994–2001 odpowiadał za imprezy kulturalne w Lillehammer.
Dołączył do centroprawicowej partii Høyre, od 1986 był jej liderem w Lillehammer, później obejmował różne funkcje w okręgowych i krajowych strukturach tego ugrupowania. W latach 1987–1995 zasiadał w radzie miejskiej, w kadencji 1993–1997 był zastępcą poselskim. W 2001 po raz pierwszy uzyskał mandat deputowanego do Stortingu. Z powodzeniem ubiegał się o reelekcję w wyborach w 2005, 2009, 2013 i 2017.
W październiku 2013 został wybrany na przewodniczącego norweskiego parlamentu. W październiku 2017 w wyniku głosowania utrzymał tę funkcję na kolejną kadencję Stortingu. Ustąpił z niej jednak w marcu 2018.

## Odznaczenia
- Medal jubileuszowy Haralda V 1991–2016 (2016)[4]
- Order Księcia Jarosława Mądrego II klasy (Ukraina, 2019)[5]